# 火棉膠
火棉膠是一种硝化纤维的粘稠溶液，溶劑為乙醚和乙醇（比例為 1:2）。

## 特性
火棉膠可溶於酒精、丙酮或相同分量的醚。若要測試樣品是否為火棉膠，可在5毫升的样品中加入20毫升水並搖勻。假若有一些白色的固體出現，則代表該樣品是火棉膠。

## 用途
- 火棉膠在医学上用於治癒伤口和疣，在工業上則可用作黏合剂或炸藥。
- 火棉膠後期亦被化妝師用於去除伤疤等美容用途。
- 在19世纪中叶時，火棉膠亦曾被用於攝影之中，作感光板的生产原料。
- 瑞士容許牧民在家牛展覽期間用火棉膠溶液封住乳頭，以防牛奶漏出。[1][2][3]